# 2135 Aristaeus
2135 Aristaeus è un asteroide near-Earth. Scoperto nel 1977, presenta un'orbita caratterizzata da un semiasse maggiore pari a 1,5996771 UA e da un'eccentricità di 0,5030433, inclinata di 23,04903° rispetto all'eclittica.